# Iglesia de Nuestra Señora de la Asunción (Villahoz)
La iglesia de Nuestra Señora de la Asunción es un templo católico de elementos renacentistas y góticos, situado en el municipio español de Villahoz (provincia de Burgos, Castilla y León).

## Historia
El templo actual es obra del siglo XVI, y sustituye a uno anterior de estilo gótico, probablemente del siglo XIII, también de grandes dimensiones. 
La dirección de las obras recayó en un primer momento sobre Francisco de Colonia, quien planteó un templo de tres naves con la central más elevada que las laterales. A esta primera etapa pertenecen el último tramo de las naves y el contorno de los muros de la iglesia, así como la hermosa portada meridional. Colonia se mantuvo poco tiempo al frente de las obras, que tuvo que abandonar por desavenencias con la fábrica. 
Fue sustituido por canteros trasmeranos, quienes siguiendo trazas de Rodrigo Gil de Hontañón, levantaron un magnífico ejemplo de iglesia-salón, de estilo renacentista. La nueva dirección de las obras trajo consigo modificaciones en el diseño del templo, cuyas tres naves adquieren ahora la misma altura. 
La iglesia fue declarada Bien de Interés Cultural en 1991.

## Arquitectura

### Exterior
La iglesia sorprende por sus grandes dimensiones y la hermosura de sus formas; la decoración es escasa, contribuyendo a realzar la belleza derivada de sus armoniosas proporciones. El templo es grandioso en sus medidas, sencillo en los adornos, descomunal si se piensa en el acarreo y la labra de sus piedras, airoso en la conjunción de los diversos elementos.

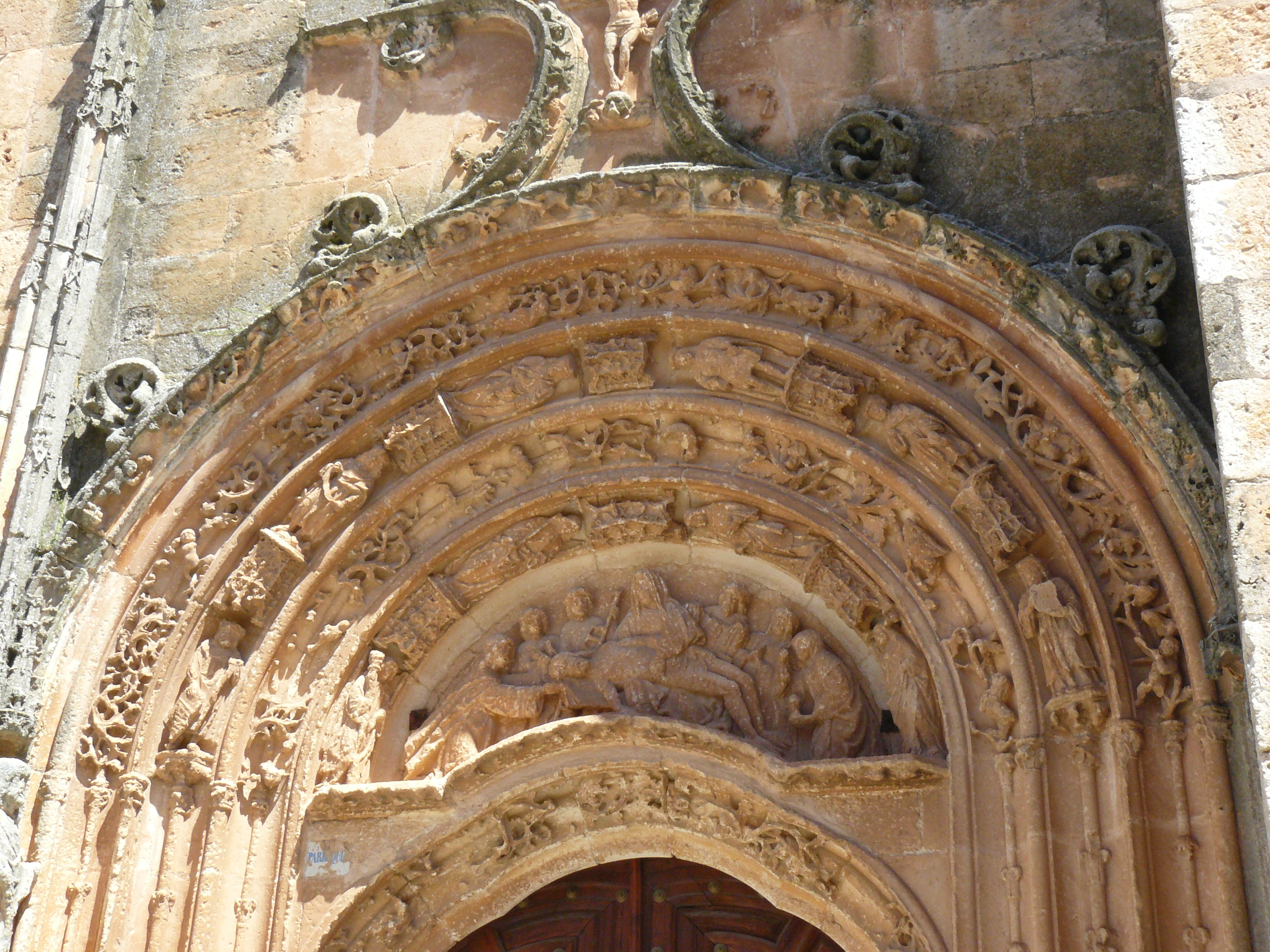
Tímpano de la portada meridional.

En el exterior destaca la portada meridional, de estilo gótico tardío, esculpida por Francisco de Colonia poco después de 1500. El centro de la composición corresponde al tímpano, ocupado por la representación del Llanto sobre Cristo muerto. Alrededor aparecen ángeles portando los instrumentos de la Pasión y personajes del Antiguo Testamento, que prefiguran el sacrificio de Cristo, todos ellos intercalados entre la profusa decoración de cardinas propia del último gótico. En las jambas de la portada se encuentran estatuas de santos, muy deterioradas por el paso de los siglos. Por último, se remata con un arco conopial en forma de cruz, en el que se encuentra la imagen del crucificado.

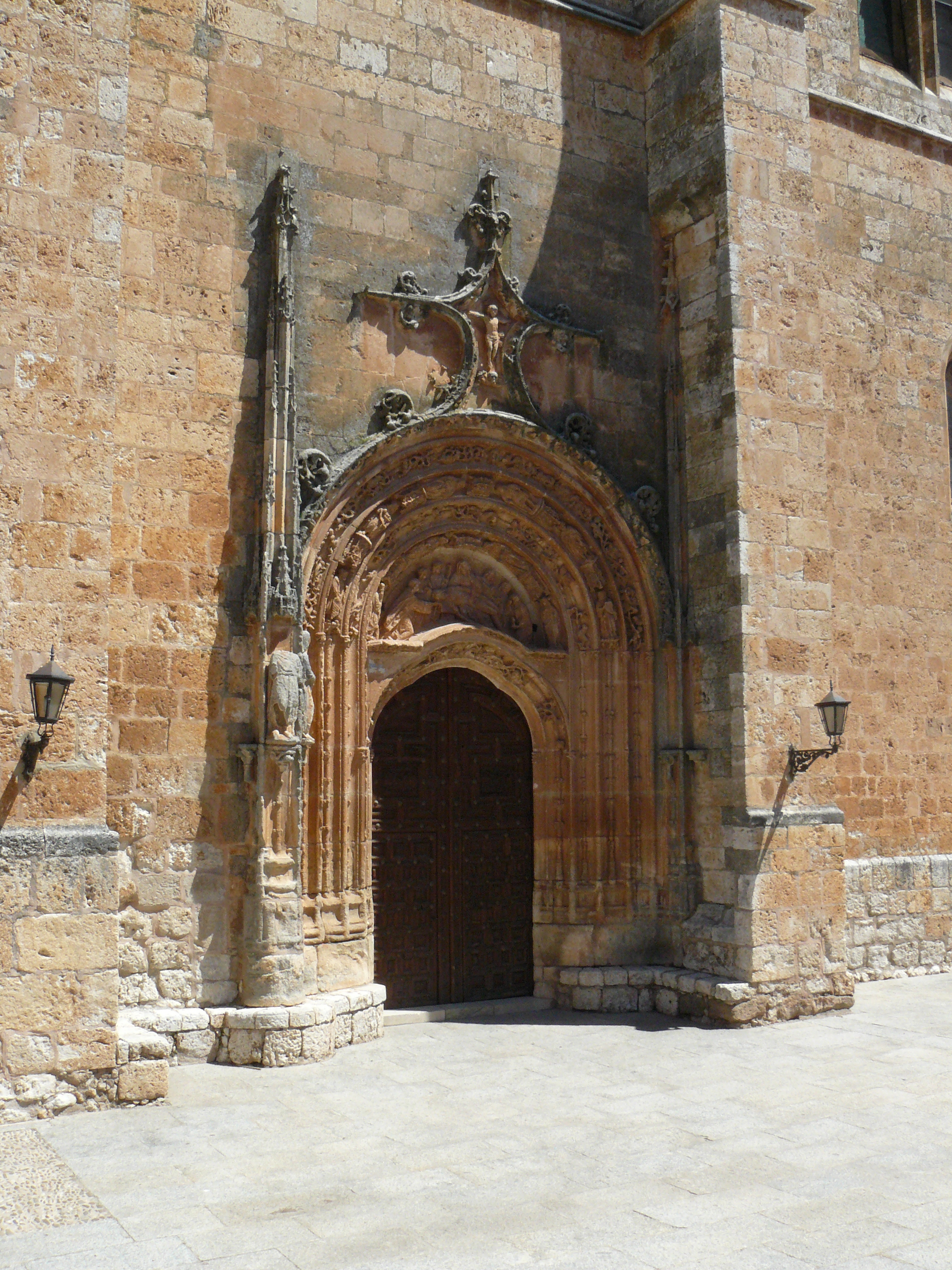
Portada gótica

A poniente, bajo la torre, se sitúa la otra portada, también gótica de principios del siglo XVI. Esta es más sencilla, carece de esculturas y su ornamentación es sólo vegetal. Sobre ella la torre. Julián de Arbaiza la diseñó en 1761, conjugando elementos góticos y renacentistas. La mezcla de piedra clara y oscura le da un sello característico. Los mayores aún recuerdan el gran pináculo que la remataba. Desapareció en 1911 tras un incendio que lo destruyó junto a sus campanas y la cubierta del resto del templo.

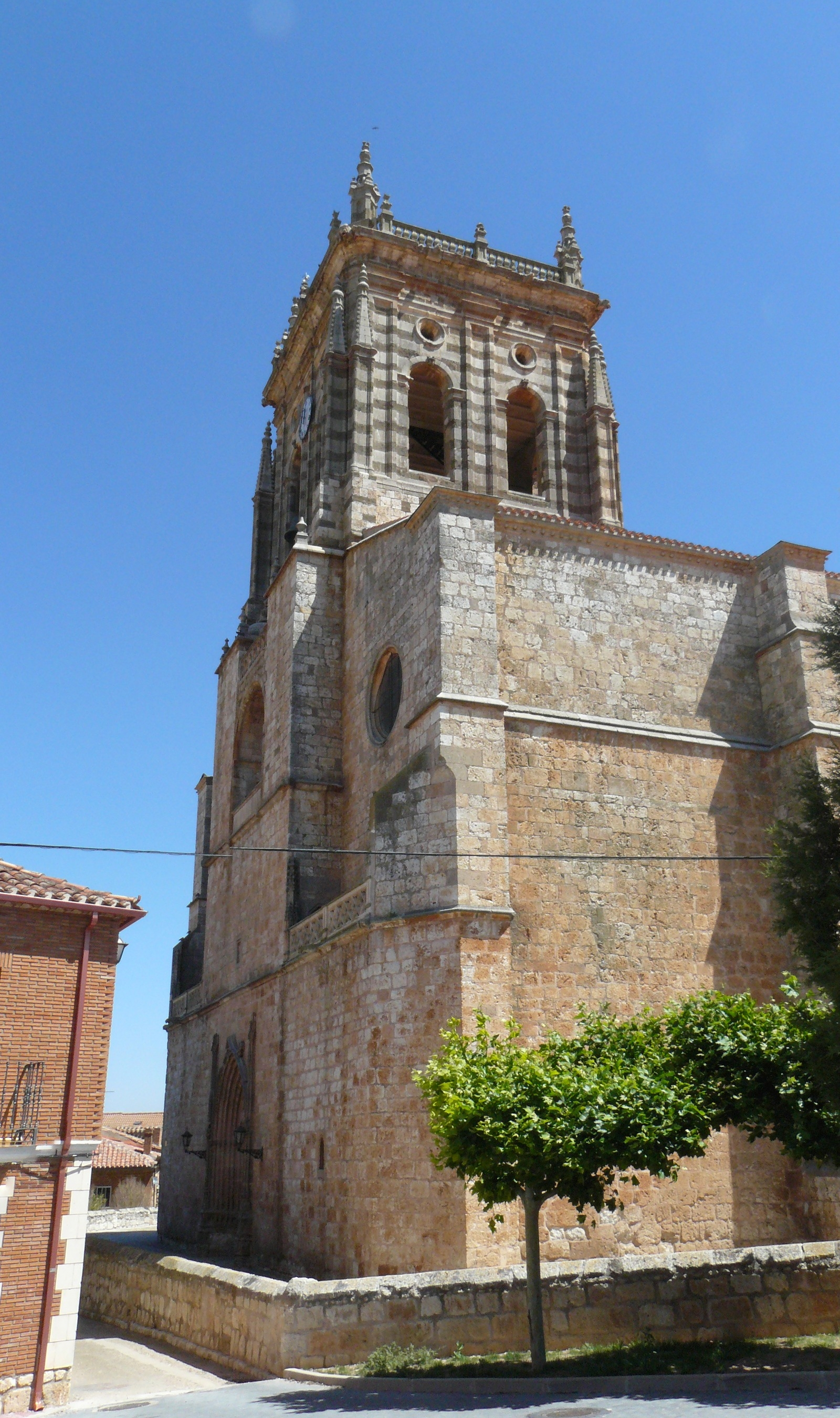
Torre

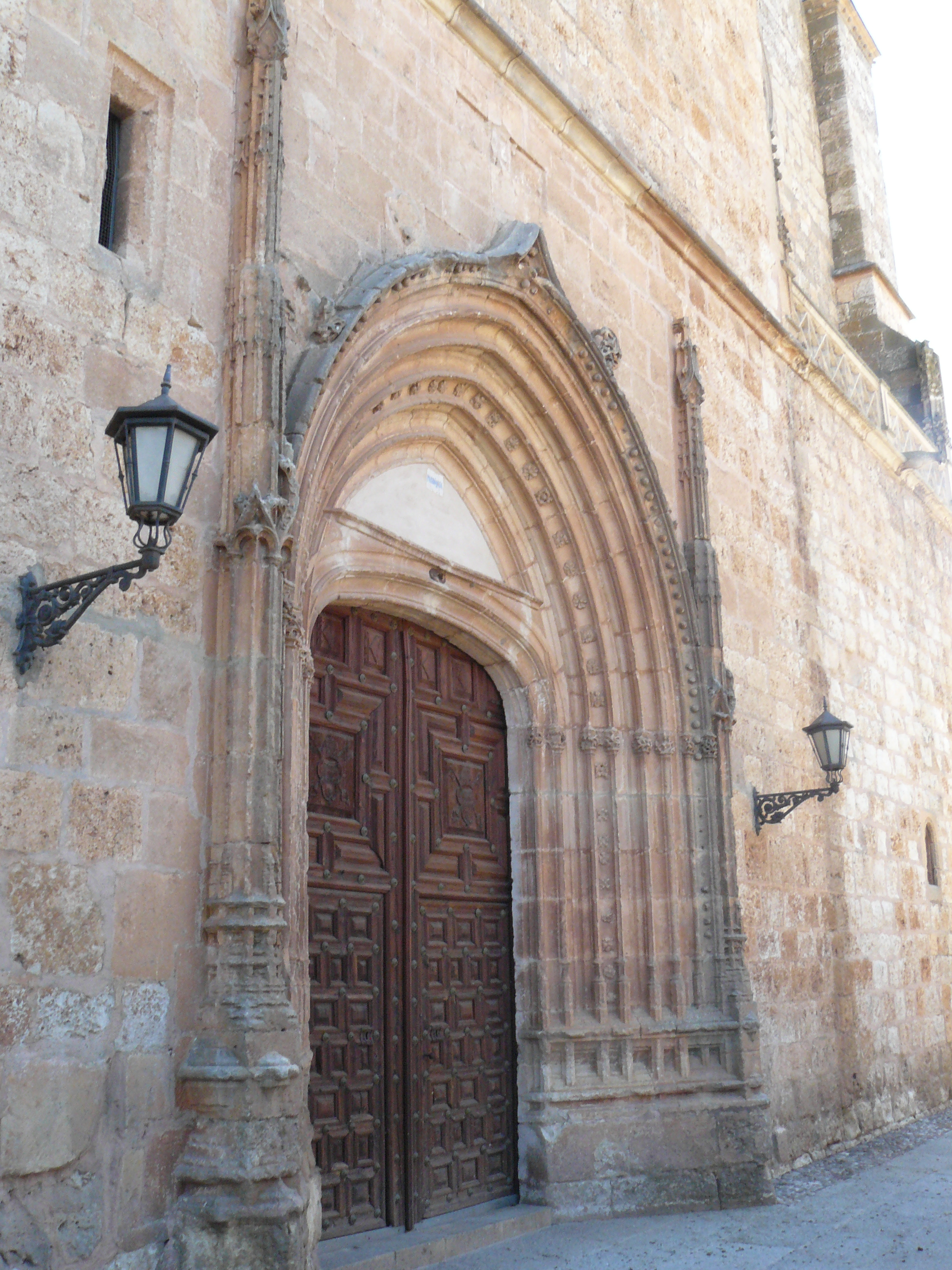
Puerta de la torre

### Interior
El interior aún se pueden descubrir los restos de los paramentos de la antigua iglesia. Vaciada de columnas y bóvedas primitivas, siglo XIV, la nueva reestructuración se lleva a cabo durante el siglo XVI. A pesar de la armonía que reina en el conjunto, puede apreciarse la transición del estilo gótico al renacimiento. En los pies de la iglesia los pilares son fasciculados y los nervios de las bóvedas, rectos, como corresponde al último gótico, y conforme se avanza hacia la cabecera los elementos se transforman hasta tomar un aire plenamente renacentista. En la parte central las columnas poseen plinto estriado, fuste liso y en lo alto un anillo a modo de capitel que da paso a los nervios que se abren formando una palmera. Ya en el presbiterio las columnas se decoran con pilastras cajeadas, tomando un aspecto más clásico propio de los años avanzados del siglo XVI.
Las bóvedas, airosas, sostenidas por inmensas palmeras, forman estrellas y dibujos que a un tiempo evitan la monotonía y proporcionan solemnidad al templo.
De la antigua iglesia todavía se conserva una pequeña capilla en la nave del Evangelio, dedicada al Santísimo Cristo, cubierta con una bóveda octopartita, con nervios de potente sección, obra del siglo XIV.
Este hermoso salón se recubre y adorna con retablos. Todos salidos de un mismo taller y estilo. A Luis Cortés del Valle se debe el de la nave central que lo entrega en 1742. Tres amplias calles y tres cuerpos. En la calle central, la patrona: María en el misterio de la Asunción rodeada de ángeles que juguetean con el manto. Tiene la Virgen expresión juvenil y está recubierta de rica policromía.
Los laterales de San José y de la Virgen del Rosario se deben a la gubia de Manuel Cortés del Valle. Año de 1743. A este mismo escultor retablista se deben los adosados al arco triunfal que cobijan la imaginería moderna con esculturas salidas del taller de los Cortés.
La policromía de todos ellos se debe al burgalés Lesmes Villanueva que trabaja en la Iglesia en 1802, quien les dio su aspecto definitivo, retirando el exceso decorativo barroco, de modo que es perceptible en ellos la impronta neoclásica.
En la sacristía el mobiliario corresponde al gusto del siglo XVIII. Lo trabajó en nogal Francisco Garzón Cortés en 1750. Puede apreciarse el rico terno que se conserva bordado en oro y seda en el año 1625 por Simón de Axpe y dos pequeños cuadros de técnica tenebrista al gusto de Ribera.
De la antigua iglesia también se conservan algunos sepulcros de principios del siglo XV pertenecientes a beneficiados de la parroquia, destacan los bellos bultos yacentes y los frentes de las camas decorados con la crucifixión flanqueada por los donantes arrodillados. 
A los pies del templo, junto al pozo, se encuentra el baptisterio, obra de fines del siglo XV, donde destaca la gran pila de piedra apoyada en un basamento decorado con cabezas de leones, y la decoración del arco que lo cobija, de piedra policromada. Sobre este arco se puede ver la imagen del Cristo de la Vera Cruz, obra de mérito esculpida en el siglo XIV, procedente de una ermita cercana al pueblo.
También es de destacar el coro, de principios del siglo XVIII, decorado con las armas de la villa y de los reinos de Castilla y de León. Sustituye a uno anterior, bajo, del que no quedan restos. En el coro se encuentra el colorido mueble del órgano, de estilo rococó que antaño llenara de música el inmenso interior del templo, así como un pequeño museo donde se exponen diversos objetos litúrgicos e imágenes sagradas.